# Wahlbezirk Steiermark 14
Der Wahlbezirk Steiermark 14 war ein Wahlkreis für die Wahlen zum Abgeordnetenhaus im österreichischen Kronland Steiermark. Der Wahlbezirk wurde 1907 mit der Einführung der Reichsratswahlordnung geschaffen und bestand bis zum Zusammenbruch der Habsburgermonarchie.

## Geschichte
Nachdem der Reichsrat im Herbst 1906 das allgemeine, gleiche, geheime und direkte Männerwahlrecht beschlossen hatte, wurde mit 26. Jänner 1907 die große Wahlrechtsreform durch Sanktionierung von Kaiser Franz Joseph I. gültig. Mit der neuen Reichsratswahlordnung schuf man insgesamt 416 Wahlbezirke, wobei mit Ausnahme Galiziens in jedem Wahlbezirk ein Abgeordneter im Zuge der Reichsratswahl gewählt wurde. Der Abgeordnete musste sich dabei im ersten Wahlgang oder in einer Stichwahl mit absoluter Mehrheit durchsetzen. Der Wahlkreis Steiermark 14 umfasste folgende Gerichtsbezirke:
- Liezen (ohne die Gemeinden Liezen und Admont, siehe Wahlbezirk Steiermark 7)
- Rottenmann (ohne die Gemeinde Selzthal, siehe Wahlbezirk Steiermark 6)
- Irdning (ohne die Gemeinde Irdning, siehe Wahlbezirk Steiermark 7)
- Aussee (ohne die Gemeinden Aussee, Altaussee und Reitern, siehe Wahlbezirk Steiermark 7)
- Gröbming (ohne die Gemeinde Gröbming, siehe Wahlbezirk Steiermark 7)
- Schladming (ohne die Gemeinde Schladming, siehe Wahlbezirk Steiermark 7)
- Oberzeiring (ohne die Gemeinde Oberzeiring, siehe Wahlbezirk Steiermark 7)
- Oberwölz (ohne die Gemeinden Oberwölz und St. Peter am Kammersberg, siehe Wahlbezirk Steiermark 7)

Bei der Reichsratswahl 1907 setzte sich Ferdinand Pantz von der Christlichsozialen Partei im ersten Wahlgang mit 52,9 % durch. Hinter ihm landeten der Agrarier Größwnag mit 24,7 % und der Sozialdemokrat Schacherl mit 21,8 %. In der Reichsratswahl 1911 konnte Pantz sein Mandat erfolgreich mit 56,9 % erneut im ersten Wahlgang verteidigen. Er verwies damit den Sozialdemokraten Hammerstorfer mit 22,6 % und den Agrarier Riemelmoser mit 20,1 % auf die Plätze.

## Wahlergebnisse

### Reichsratswahl 1907
Die Reichsratswahl 1907 wurde am 14. Mai 1907 (erster Wahlgang) durchgeführt. Die Stichwahl entfiel auf Grund der absoluten Mehrheit für Ferdinand Pantz im ersten Wahlgang.
| Kandidat                                                                    | Partei                                     | Wahlkreisstimmen | Prozent |
| --------------------------------------------------------------------------- | ------------------------------------------ | ---------------- | ------- |
| Ferdinand Pantz                                                             | Christlichsoziale Partei                   | 4210             | 52,9 %  |
| Größwang                                                                    | Deutscher Agrarier/Christlicher Bauernbund | 1970             | 24,7 %  |
| Schacherl                                                                   | Sozialdemokratische Arbeiterpartei         | 1732             | 21,8 %  |
|                                                                             | Sonstige Parteien                          | 50               | 0,6 %   |
| Wahlberechtigte: 9487, Ungültige/Leere Stimmen: 49, Wahlbeteiligung: 84,4 % |                                            |                  |         |

### Reichsratswahl 1911
Die Reichsratswahl 1911 wurde am 13. Juni 1911 (erster Wahlgang) durchgeführt. Die Stichwahl entfiel auf Grund der absoluten Mehrheit für Franz Prisching im ersten Wahlgang.
| Kandidat                                                                    | Partei                             | Wahlkreisstimmen | Prozent |
| --------------------------------------------------------------------------- | ---------------------------------- | ---------------- | ------- |
| Ferdinand Pantz                                                             | Christlichsoziale Partei           | 4304             | 56,9 %  |
| Hammerstorfer                                                               | Sozialdemokratische Arbeiterpartei | 1712             | 22,6 %  |
| Riemelmoser                                                                 | Deutsche Agrarier                  | 1519             | 20,1 %  |
|                                                                             | Sonstige Parteien                  | 32               | 0,4 %   |
| Wahlberechtigte: 9775, Ungültige/Leere Stimmen: 44, Wahlbeteiligung: 77,9 % |                                    |                  |         |